# Pohnstorfer Moor
Das Naturschutzgebiet Pohnstorfer Moor ist ein Naturschutzgebiet in Mecklenburg-Vorpommern. Es liegt im Südwesten des Klützer Winkels im Landkreis Nordwestmecklenburg.
Das Naturschutzgebiet umfasst 33 Hektar auf Teilen der Gemeinden Roggenstorf (Gemarkung Grevenstein) und Damshagen (Gemarkungen Welzin und Pohnstorf) und wurde am 27. Juni 2005 unter der amtlichen Nummer N 326 ausgewiesen. Es dient der dauerhaften Sicherung, Erhaltung und Entwicklung eines Biotopkomplexes aus teilweise bewaldeten Kalkflachmooren, Nass- und Feuchtwiesen sowie Magerrasenhügeln.
Das Gebiet wurde zuvor extensiv landwirtschaftlich genutzt, vor allem als Viehweide und Mähwiese, und weist daher besonders artenreiche Feucht- und Nasswiesen mit gefährdeten und teilweise vom Aussterben bedrohten Pflanzen- und Tierarten auf.

## Geschichte
Das Gebiet liegt eingebettet in eine eiszeitlich entstandene Endmoräne. Das Pohnstorfer Moor entstand durch die Verlandung eines kalk-mesotrophen Sees.

## Pflanzen- und Tierwelt
Ein umfangreicher Moorkomplex nimmt den zentralen Gebietsteil ein. Es finden sich Seggen, Binsen und Röhrichtbestände. Die Torfschicht ist bisher nur wenige Dezimeter stark. Im westlichen Gebietsteil befinden sich naturnahe Bruchwälder mit Weiden, Birken und Erlen.